# Mýrdalshreppur
Mýrdalshreppur (kiejtése: ˈmirˌtalsˌr̥ɛhpʏr̥) önkormányzat Izland Déli régiójában, amely 1981. január 1-jén jött létre Dyrhólahreppur és Hvammshreppur egyesülésével. Székhelye Vík í Mýrdal.
Nevét Mýrdalur településről kapta. Területén található a Katla vulkán.

## Az önkormányzatok egyesülése
2021-ben kezdeményezték Mýrdalshreppur, Ásahreppur, Rangárþing ytra, Rangárþing eystra és Skaftárhreppur önkormányzatok egyesülését Suðurland néven.

## Fordítás
- Ez a szócikk részben vagy egészben  a   Mýrdalshreppur című izlandi Wikipédia-szócikk ezen változatának fordításán alapul.  Az eredeti cikk szerkesztőit annak laptörténete sorolja fel. Ez a jelzés csupán a megfogalmazás eredetét és a szerzői jogokat jelzi, nem szolgál a cikkben szereplő információk forrásmegjelöléseként.